# Fontanar (kommun)
Fontanar är en kommun i Spanien.   Den ligger i provinsen Provincia de Guadalajara och regionen Kastilien-La Mancha, i den centrala delen av landet, 60 km nordost om huvudstaden Madrid. Antalet invånare är 2 342. Arean är 15,0 kvadratkilometer.
Terrängen i Fontanar är platt.